# Bazylika św. Mikołaja w Amsterdamie
Bazylika św. Mikołaja w Amsterdamie (hol. Basiliek van de H. Nicolaas ) – kościół rzymskokatolicki w Amsterdamie przy Prins Hendrikkade 76, zbudowany w latach 1884–1887. Położony w centrum Starego Miasta naprzeciwko głównego dworca kolejowego. 
Oficjalnie kościół nosił wezwanie św. Mikołaja Wewnątrz Murów (H. Nicolaas binnen de Veste), w nawiązaniu do najstarszej linii murów obronnych miasta. Jest on drugim kościołem Amsterdamu pod tym wezwaniem; pierwszym był do 1578 Oude Kerk, który po nadejściu reformacji został odebrany katolikom).
Bazylika św. Mikołaja figuruje w rejestrze zabytków pod nr 4140.

## Opis

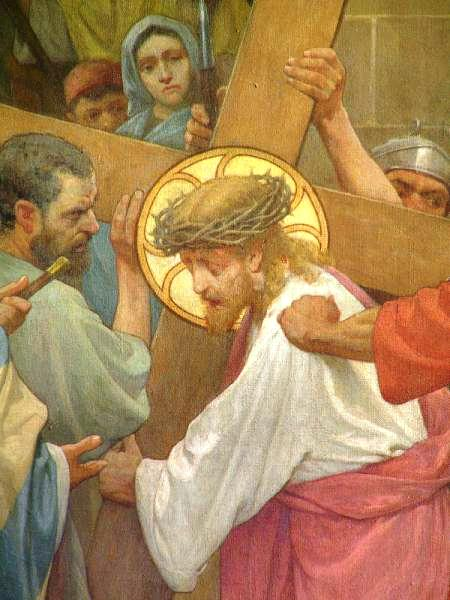
Fragment jednej ze stacji drogi krzyżowej

Kościół zaprojektował architekt Adrianus Bleijs w stylu będącym połączeniem neobaroku i neorenesansu i nadał mu formę trzynawowej bazyliki. Nad skrzyżowaniem naw i transeptu wznosi się oktagonalna wieża zwieńczona kopułą i latarnią. Wnętrze jest bogato dekorowane, głównie przez Jana Dunselmana. Jego dziełem są stacje drogi krzyżowej oraz szesnaście scen przedstawiających życie św Mikołaja. Organy zbudował w 1889 niemiecki organmistrz Wilhelm Sauer. Fasadę kościoła zdobi rzeźba św. Mikołaja, patrona kościoła i miasta.
W 1999, po okresie zaniedbań, ukończono kosztowną restaurację części zewnętrznej oraz wnętrza świątyni. Odnowiono również imponujące XIX-wieczne organy Sauera, regularnie używane podczas organizowanych w kościele koncertów organowych, w których udział biorą organiści z całego świata. Organistą i dyrygentem w kościele św. Mikołaja jest Michael Hedley.

## Liturgia
Oprócz mszy katolickich w języku holenderskim i hiszpańskim, w każdą sobotę jest sprawowane nabożeństwo anglikańskie, podczas którego chór kościelny odśpiewa nieszpory.

## Tytuł bazyliki mniejszej
9 grudnia 2012 papież Benedykt XVI podniósł kościół św. Mikołaja do godności bazyliki mniejszej. Watykańska Kongregacja ds. Kultu Bożego i Dyscypliny Sakramentów jako uzasadnienie tej decyzji podała dwa argumenty: kult św. Mikołaja, patrona Amsterdamu oraz kult Cudu Amsterdamskiego (Mirakel van Amsterdam), w którym św. Mikołaj odgrywa ważną rolę. Bazylika św. Mikołaja w Amsterdamie stała się tym samym 24. bazyliką w Holandii, a trzecią w diecezji Haarlem-Amsterdam obok bazyliki św. Bawona w Haarlemie i bazyliki św. Jana Chrzciciela w Laren. Znane holenderskie bazyliki to: katedra św. Jana w ’s-Hertogenbosch, bazylika św. Serwacego i bazylika Najświętszej Marii Panny w Maastricht oraz bazylika św. Agaty i św. Barbary w Oudenbosch